# Mamadou Tandja
Mamadou Tandja (Maine-Soroa, 20 luglio 1938 – Niamey, 24 novembre 2020) è stato un politico nigerino. È stato il sesto capo di stato del Niger, dal 1999 al 19 febbraio 2010, giorno in cui è stato deposto a seguito di un golpe militare.

## Biografia
Tandja è nato a Maine-Soroa e intraprese la carriera militare, diventando nel 1976 prefetto della regione di Maradi.
Venne nominato ministro dell'interno il 10 settembre 1979 e successivamente ricoprì anche la carica di prefetto della regione di Tahoua, sino al 1988. Tra le varie cariche pubbliche ricoperte in questi anni, figura anche il ruolo di ambasciatore. Il 22 dicembre 1999, a seguito delle elezioni tenute, assunse l'incarico di capo di stato del Niger.
Molto probabilmente, il colpo di Stato è stato causato dall'intenzione di Mamadou di modificare la costituzione per ottenere un terzo mandato alle elezioni presidenziali.

## Onorificenze

### Onorificenze nigerine
Personalmente è stato insignito dei titoli di: